# 三世紀危機
三世纪危机（拉丁語：Discrimen tertii saeculi），又称“军事无政府时代”或“帝国危机”，是指罗马帝国在公元235年（皇帝亚历山大·塞维鲁遇刺）至公元284年（皇帝戴克里先即位）之间，因三大危机同时发生而陷入衰落、甚至接近崩溃的过程。这三大危机分别是：外敌入侵、内战以及经济崩溃。在此期间，罗马帝国的政治组织、社会结构、日常生活乃至宗教信仰都发生了根本性转变，因此该危机被视为古典时代前期与后期之间的分水岭。

## 经过
虽然罗马帝国在塞普蒂米乌斯·塞维鲁统治下走出了五帝之年的乱局，但塞维鲁王朝已逐渐失去对帝国的掌控。
帝国不得不依靠重金贿赂罗马军队来维持忠诚。皇帝塞维鲁提高了军团士兵的薪资，并屡次提供丰厚的献金。庞大且不断增加的军费使其继任者陷入困境。塞维鲁之子卡拉卡拉谨遵父亲的建议，再次提高军团士兵的薪资，并发放各种福利以换取军队的效忠。他甚至考虑将帝国分裂，由自己和弟弟盖塔分别治理东西两部分，但其母尤利亚·多姆娜凭借强大的影响力阻止了分裂。
此后，罗马帝国不再能够深入敌国扩张，反而在蛮族入侵和内战的压力下被迫转入守势。帝国因此无法再通过劫掠敌国充实国库，同时边境地区也暴露于国内外掠夺者的侵害。频繁的内战耗尽了军队兵力，而征兵则将负担转嫁到帝国的劳动力市场。
罗马帝国的经济危机逐步加剧，其成因包括：多线作战、扩军与军费开支、运输成本上升、所谓“面包和马戏”的愚民政策、低效而腐败的税收体系、国家财政混乱，以及通过贿赂敌国换取和平。历代皇帝的应对措施往往是充公私有财产以填补国库缺口。
公元235年，罗马帝国的国内局势急剧恶化。皇帝亚历山大·塞维鲁将主要精力放在应对萨珊王朝的威胁上，却放任日耳曼长城上的军团在抵御蛮族骚扰时屡遭败绩。皇帝亲自御驾前往前线，但他决定不扩大战争，而是通过外交手段向日耳曼人纳贡，以换取休战。根据史家赫罗狄安的记载，罗马军队渴望对入侵的日耳曼人进行更为严厉的报复，因此对皇帝失去了尊重。最终，士兵们暗杀了亚历山大·塞维鲁，并拥立军团司令马克西米努斯·色雷克斯为帝。
马克西米努斯是罗马历史上第一位“军营皇帝”。这类统治者通常既无政治经验、党派背景，也无显赫家世或皇室血统，他们仅仅依靠手下军团的支持登上帝位。其统治基础是军队的兵力与个人的将才，因此更接近于依赖军队掌权的军阀。马克西米努斯继续在日耳曼尼亚征战，但始终无法有效掌控整个帝国。同时，元老院也无法接受一位出身草根的皇帝。
由此，混乱的年代拉开序幕。公元238年，一年之内先后有六人称帝又相继被杀。非洲总督戈尔迪安一世与其子戈尔迪安二世率众起兵，并获得元老院的支持，但叛乱很快失败，戈尔迪安二世战死，戈尔迪安一世自杀。畏惧马克西米努斯报复的元老院遂拥立普皮恩努斯和巴尔比努斯为共治皇帝，同时推举戈尔迪安三世为“凯撒”。不久，马克西米努斯在进军罗马城途中被手下的第二帕提亚军团哗变杀害。然而，普皮恩努斯和巴尔比努斯也很快被禁卫军所杀。
此后数年，罗马帝国陷入无休止的军阀混战。无数将军为了帝位而自相残杀，导致帝国防务荒废。哥特人、汪达尔人、阿勒曼尼人等日耳曼部落相继跨越莱茵河与多瑙河劫掠罗马领土，而在东方，萨珊王朝也伺机进攻。与此同时，气候变化与海平面上升严重打击了今日低地国家一带的农业，迫使当地部落迁入罗马境内，加剧了帝国的压力。
祸不单行，公元251年爆发的塞浦路斯大瘟疫夺去了无数生命，使帝国元气大伤。更为严重的是，公元260年，皇帝瓦勒良在与萨珊王朝的战争中战败被俘，并死于囚禁之中。这一事件更使帝国威望跌至谷底。
公元268年，皇帝克劳狄二世在纳伊苏斯战役中击退了哥特人。哥特人因被逐出黑海沿岸原居地，转而入侵亚该亚行省和马其顿行省。这场战役被史学界普遍视为三世纪危机的转折点。战役之后，一系列精力充沛的军人皇帝相继即位，逐步巩固了中央权威。克劳狄二世战功不断，不仅击退了阿勒曼尼人，还从高卢帝国手中收复了西班牙行省。
公元270年，克劳狄二世因瘟疫去世。当年在纳伊苏斯战役中担任骑兵统帅的奥勒良继承帝位。270年至275年间，奥勒良率领帝国渡过最艰难的岁月，并逐步恢复元气。他先后击败了汪达尔人、西哥特人、帕米拉王国，并扫清了高卢帝国的残余势力。到公元274年，罗马帝国重新实现了统一。然而，275年奥勒良遇刺，帝国再次陷入短命皇帝频繁更替的局面。最终，出身行伍的戴克里先登上皇位，并最终稳定了帝国。
此后，罗马相对于外敌的优势得以维持逾一个世纪。但无数昔日繁华的都市已然荒废。尤其在西部，城市居民或死于战乱，或流散乡野，难以再度聚合重建故土。长期战乱造成的经济危机，加之贸易体系的瓦解与货币的大幅贬值，使帝国经济陷入深重衰退。曾经无需防御的罗马城与诸多都市，如今不得不以壕沟与高墙自卫。
罗马帝国长期面临若干核心难题。第一，皇位继承缺乏明确制度，为军队、元老院及各党派的“造皇者”通过内战争权夺利提供了条件。第二，帝国疆域过于辽阔。早在共和国晚期，罗马已因多线作战而力不从心，而今单一统治者更无法同时应对四面八方的威胁。
戴克里先的新政打破了军人篡位的恶性循环。他首先与马克西米努斯共享权力，随后于公元293年确立四帝共治制。史学界通常认为，这一制度的建立标志着长达58年的三世纪危机的终结。然而，戴克里先退位后，内战依旧此起彼伏，其亲手建立的四帝也最终兵戎相见。直至君士坦丁大帝即位，局势才得以稳定。此后，西罗马帝国的国祚延续至公元476年灭亡，而东罗马帝国则顽强生存至1453年。

## 起因

### 帝位继承问题与内战
自罗马的元首制形成之初，帝位继承便缺乏清晰明确的规定，这在很大程度上是因为罗马帝国在名义上仍维持着共和国的形式。
在元首制的早期，皇帝的权力依赖于多重力量的结合：元老院的认可、大众的支持以及军队（尤其是禁卫军）的拥护。对于企图登上皇位者而言，与前任皇帝保持家族联系固然有利，但这种血缘关系并不能等同于正式的继承顺位，也不具备法律上的效力。
自儒略-克劳狄王朝起，元老院与军队之间因继承人问题而时有龃龉。随着元老院政治影响力的衰落，以及越来越多的将军在各行省直接掌握募兵权，双方的矛盾进一步激化。
当元老院与军队在继承问题上无法达成共识时，手握重兵的将军往往通过武力争夺皇位，从而引发内战。距离三世纪危机最近的先例便是“五帝之年”，最终导致塞普蒂米乌斯·塞维鲁上台。公元235年塞维鲁王朝被推翻后，直到三世纪末，罗马几乎一直由一连串的“军营皇帝”统治。他们通过频繁的内战来获取权力，使帝国陷入长期的动荡与创伤。

### 自然灾害
三世纪危机爆发之前，罗马帝国已深受一系列自然灾害的打击，尤以瘟疫与气候动荡为最。
首先是瘟疫。约公元165年至180年间的安东尼大瘟疫使帝国军队的规模骤减，并对经济造成严重冲击。随后，公元249年至262年间的塞浦路斯大瘟疫再次重创帝国，不仅严重削弱了罗马的军事实力，还导致多座城市人口锐减。以亚历山大港为例，当地约有62%的人口在疫情中消亡。瘟疫的蔓延进一步引发饥荒、耕地荒废和劳动力流失，极大地削弱了帝国抵御蛮族入侵的能力。
其次是气候与天气的不稳定。三世纪以来，更为极端的气候条件对农业生产造成打击。例如，夏季的长期干旱导致了粮食大幅减产。与此同时，蛮族部落也深受气候变化的影响，他们为寻求更为稳定的生存条件，不断向地中海沿岸地区扩张。这很可能是三世纪以来罗马边境冲突频繁的重要原因之一。

### 蛮族入侵和东方威胁

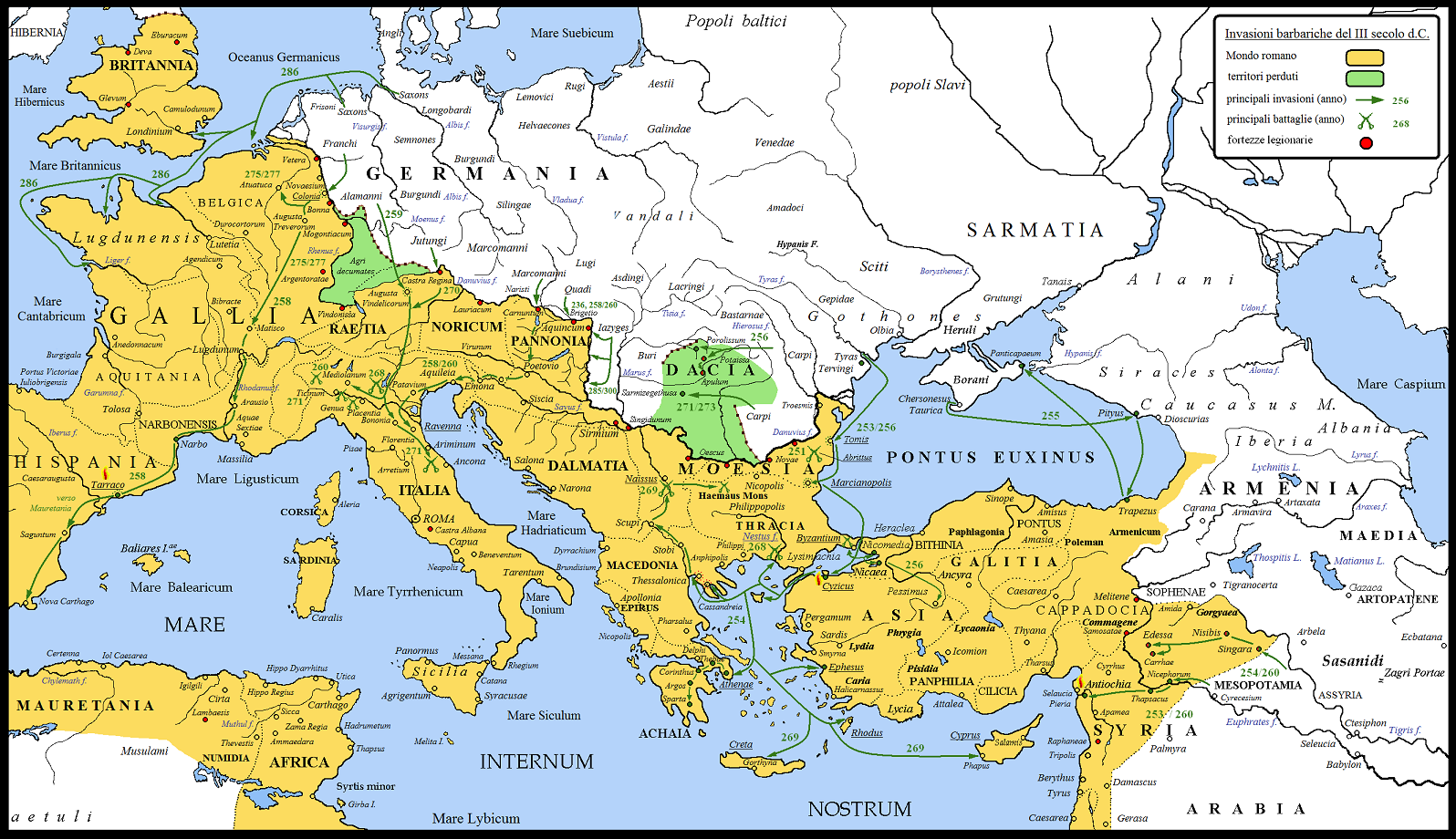
蛮族在三世纪入侵罗马帝国的情况

在经历了内战、瘟疫与饥荒的重创之后，罗马帝国又不得不面对蛮族入侵。部分蛮族因气候变化的负面影响而被迫进入罗马疆域，尤以阿勒曼尼人与法兰克人为代表；另一些部落则是因受到更强大民族（如萨尔马提亚人）的驱逐，被迫迁徙至罗马边境。虽然最终由伊利里亚出身的皇帝们勉强稳定了边境局势，但进入帝国境内的蛮族数量却不断增加。
在早期，这些部落往往受到帝国的严密监视，并受到同化政策的限制。然而，随着局势的恶化，后来迁入的部落往往拥有武器与完整的军事组织，仅在名义上承认罗马的权威。这意味着帝国边境已不再是稳固的屏障，而逐渐演变为外族渗透与内部威胁的结合体。
与这些来自北方和多瑙河流域的压力相比，帝国在东方所面临的挑战则更为严重。自公元三世纪三十年代起，罗马不得不在多瑙河防线长期投入兵力，但这种消耗与东部的局势相比仍显次要。萨珊王朝的崛起，给帝国带来了远比孤立的日耳曼部落入侵更具系统性和战略性的威胁。
萨珊王朝的奠基者阿尔达希尔一世在公元224年至226年间灭亡了安息帝国，并通过不断的军事胜利来巩固自身的合法性。他在亚历山大·塞维鲁在位期间已开始渗透罗马领土，并在公元235或236年占领了尼西比斯（今努赛宾）和卡雷（今哈兰）两座战略要地。